# Glutethimid
Glutethimid ist ein Arzneistoff, der als Sedativum und Hypnotikum verwendet wurde. Es wurde 1954 von Ciba patentiert und war in Deutschland unter dem Handelsnamen Doriden auf dem Markt.
Chemisch gesehen gehört es – wie auch Methyprylon, Pyrithyldion und Thalidomid – zur Gruppe der Piperidindione. Diese wiederum sind strukturelle Abwandlungen der Barbiturate.

## Wirkmechanismus
Die Wirkungsdauer von Glutethimid entspricht der von mittellang wirksamen Barbituraten. Seine Eliminationshalbwertszeit beträgt 5–22 h. Es hat gegenüber Barbituraten keine Vorteile.

## Unerwünschte Wirkungen
Eine Intoxikation mit Glutethimid äußert sich ähnlich wie eine Intoxikation mit Barbituraten. Eine längerfristige Anwendung kann zur Abhängigkeit führen.

## Synthese
Glutethimid kann ausgehend aus Benzylcyanid synthetisiert werden. Dieses wird mit Natriumamid deprotoniert und mit Ethylbromid alkyliert. Das so erhaltene 2-Phenylbutansäurenitril wird dann einer Michael-Addition an Acrylsäurenitril unterworfen, das erhaltene 2-Ethyl-2-phenyl-1,5-pentandisäuredinitril wird sodann in Eisessig unter Schwefelsäurewirkung zu Glutethimid zyklokondensiert. Das Zwischenprodukt 2-Phenylbutansäurenitril kann auch mit Methylacrylat umgesetzt werden. Der resultierende 4-Cyano-4-ethyl-4-phenylpentansäuremethylester kann dann analog mittels Eisessig und Schwefelsäure zur Zielverbindung zyklisiert werden. Während der gesamten Synthesesequenz wird mit racemischen Edukten und Zwischenverbindungen gearbeitet. Glutethimid fällt somit bei den Synthesevarianten als Racemat an.

## Rechtsstatus
Glutethimid ist in der Anlage II des deutschen Betäubungsmittelgesetzes gelistet und zählt somit zu den verkehrsfähigen, aber nicht verschreibungsfähigen Betäubungsmitteln.